# 逆川村
逆川村（さかがわむら）は栃木県芳賀郡に属していた村である。

## 地理
現在の茂木町の南部に位置する。
- 山岳：雨巻山、高峯、足尾山、芳賀富士
- 河川：逆川、鮎田川

## 歴史
村名は、村内を流れる逆川に由来する。

### 村域の変遷
- 1889年（明治22年）4月1日 - 町村制施行により、飯村、小貫村、深沢村、小山村、木幡村、北高岡村、福手村、天子村が合併し芳賀郡逆川村が成立する。
- 1954年（昭和29年）8月1日 - 逆川村は茂木町、中川村、須藤村とともに合併し茂木町が発足。逆川村は消滅。

変遷表
| 1868年 以前 | 1868年 以前 | 明治12年 | 明治22年 4月1日 | 昭和29年 8月1日 | 現在   |
| ----------- | ----------- | -------- | --------------- | --------------- | ------ |
|             | 小山村      | 小山村   | 逆川村          | 茂木町          | 茂木町 |
|             | 小貫村      |          | 逆川村          | 茂木町          | 茂木町 |
|             | 深沢村      |          | 逆川村          | 茂木町          | 茂木町 |
|             | 飯村        |          | 逆川村          | 茂木町          | 茂木町 |
|             | 木幡村      |          | 逆川村          | 茂木町          | 茂木町 |
|             | 高岡村      | 北高岡村 | 逆川村          | 茂木町          | 茂木町 |
|             | 福手村      |          | 逆川村          | 茂木町          | 茂木町 |
|             | 天子村      |          | 逆川村          | 茂木町          | 茂木町 |

## 大字
- 小山（おやま）
- 小貫（おぬき）
- 深沢（ふかさわ）
- 飯（いい）
- 木幡（きばた）
- 北高岡（きたたかおか）
- 福手（ふぐて）
- 天子（あまこ）

## 行政
- 逆川村長

| 代 | 氏名         | 就任                      | 退任                      | 備考 |
| -- | ------------ | ------------------------- | ------------------------- | ---- |
| 1  | 見目龍造     | 1889年（明治22年）4月27日 | 1889年（明治22年）5月16日 |      |
| 2  | 高橋勝四郎   | 1889年（明治22年）5月17日 | 1890年（明治23年）5月3日  |      |
| 3  | 小貫喜藤二   | 1890年（明治23年）5月4日  | 1890年（明治23年）8月9日  |      |
| 4  | 添田半次郎   | 1890年（明治23年）8月10日 | 1892年（明治25年）3月26日 |      |
| 5  | 大和田藤吾   | 1892年（明治25年）5月12日 | 1896年（明治29年）5月12日 |      |
| 6  | 小貫喜藤二   | 1896年（明治29年）5月15日 | 1900年（明治33年）5月14日 |      |
| 7  | 小貫喜藤二   | 1900年（明治33年）9月28日 | 1904年（明治37年）5月27日 |      |
| 8  | 河原浅吉     | 1904年（明治37年）5月28日 | 1904年（明治37年）6月11日 |      |
| 9  | 河原伝吉     | 1905年（明治38年）5月27日 | 1908年（明治41年）6月17日 |      |
| 10 | 河原源九郎   | 1908年（明治41年）6月18日 | 1912年（明治45年）6月24日 |      |
| 11 | 河原源九郎   | 1912年（明治45年）7月9日  | 1915年（大正4年）5月11日  |      |
| 12 | 河原邦       | 1915年（大正4年）5月26日  | 1919年（大正8年）5月18日  |      |
| 13 | 河原邦       | 1919年（大正8年）5月19日  | 1923年（大正12年）5月18日 |      |
| 14 | 見目荘       | 1923年（大正12年）5月19日 | 1927年（昭和2年）5月18日  |      |
| 15 | 富田藤右衛門 | 1927年（昭和2年）5月19日  | 1929年（昭和4年）6月29日  |      |
| 16 | 小貫木平     | 1929年（昭和4年）8月5日   | 1931年（昭和6年）5月9日   |      |
| 17 | 矢野喜十郎   | 1931年（昭和6年）5月12日  | 1935年（昭和10年）5月5日  |      |
| 18 | 小貫木平     | 1935年（昭和10年）5月12日 | 1939年（昭和14年）5月11日 |      |
| 19 | 小貫木平     | 1939年（昭和14年）5月12日 | 1943年（昭和18年）5月11日 |      |
| 20 | 見目三樹     | 1943年（昭和18年）5月12日 | 1946年（昭和21年）12月4日 |      |
| 21 | 秋山源一     | 1947年（昭和22年）4月15日 | 1951年（昭和26年）5月1日  |      |
| 22 | 桜井光憲     | 1951年（昭和26年）5月2日  | 1954年（昭和29年）7月31日 |      |

- 出典:『栃木県町村合併誌 第二巻』, p. 331-332

## 人口・世帯

### 人口
総数 [単位： 人]
| 1889年（明治22年） | 3,769 |
| 1891年（明治24年） | 4,118 |
| 1899年（明治32年） | 4,526 |
| 1910年（明治43年） | 4,818 |
| 1920年（大正 9年） | 4,926 |
| 1935年（昭和10年） | 5,149 |
| 1950年（昭和25年） | 6,342 |

### 世帯
総数 [単位： 世帯]
| 1920年（大正 9年） | 914   |
| 1935年（昭和10年） | 914   |
| 1950年（昭和25年） | 1,071 |